# Rally van Monte Carlo 1979
De Rally van Monte Carlo 1979, formeel 47ème Rallye Automobile de Monte-Carlo, was de 47e editie van de Rally van Monte Carlo en de eerste ronde van het wereldkampioenschap rally in 1979. Het was de 64e rally in het wereldkampioenschap rally die georganiseerd wordt door de Fédération Internationale de l'Automobile (FIA). De start was in tien Europese steden (Almería, Frankfurt, Kopenhagen, Lausanne, Lissabon, Londen, Monte Carlo, Parijs, Rome en Warschau) en de finish in Monte Carlo.
De seizoensopener in Monte Carlo markeerde de introductie van een apart kampioenschap voor rijders, gehouden naast het al bestaande voor de constructeurs. Het team van Ford had hun zinnen gezet op een overwinning in dit evenement, met een voor deze omstandigheden speciaal ontwikkelde Escort RS 1800 MKII waarmee het aan de start verscheen. Rijders Björn Waldegård en Hannu Mikkola leken ook een tijd lang af te stevenen op een dergelijk resultaat waar het ze een groot deel van de rally de eerste twee posities in het klassement vasthielden. Mikkola kreeg echter een straftijd van vijf minuten aan de broek, waardoor zijn kansen vervlogen en zo Waldegård de leiding in de wedstrijd van hem overnam. Stukje bij beetje sloop Bernard Darniche in een privé-ingeschreven Lancia Stratos echter dichterbij, mede geholpen door een zorgvuldige bandenkeuze. Desondanks leek Waldegård op koers de rally voor de derde keer te gaan winnen, toen hij echter op de slotklassementsproef verrast werd door een verzameling stenen die door het publiek op het parcours waren gelegd. Het hierdoor geïncasseerde tijdverlies bracht Darniche alsnog langszij en het gaf hem de overwinning met slechts zes seconden voorsprong. Waldegård eindigde op een bitterzoete tweede plaats, met Fiat-fahrieksrijder Markku Alén die het podium zou completeren op plaats drie. 

## Route
| Etappe | Datum                              | Klassementsproeven                   | Competitieve afstand                 |
| ------ | ---------------------------------- | ------------------------------------ | ------------------------------------ |
| 1      | Zaterdag 20 en zondag 21 januari   | Concentratie-rit naar Vals-les-Bains | Concentratie-rit naar Vals-les-Bains |
| 2      | Maandag 22 januari                 | 5                                    | 132,00 kilometer                     |
| 3      | Dinsdag 23 en woensdag 24 januari  | 15                                   | 314,00 kilometer                     |
| 4      | Donderdag 25 en vrijdag 26 januari | 10                                   | 173,00 kilometer                     |
|        |                                    |                                      |                                      |
| Totaal | Totaal                             | 30                                   | 619,00 kilometer                     |

## Resultaten
| Top 10-klassement  | Top 10-klassement | Top 10-klassement     | Top 10-klassement        | Top 10-klassement | Top 10-klassement | Top 10-klassement | Top 10-klassement |
| ------------------ | ----------------- | --------------------- | ------------------------ | ----------------- | ----------------- | ----------------- | ----------------- |
|                    |                   |                       |                          |                   |                   |                   |                   |
| Pos.               | #                 | Rijder                | Auto                     | Gr.               | Tijd              | Eerste            | Punten            |
| Pos.               | #                 | Navigator             | Inschrijving             | Cat.              | Straftijd         | Vorige            | Punten            |
| 1.                 | 4                 | Bernard Darniche      | Lancia Stratos HF        | 4                 | 8:13.38           | 0.00              | 20                |
| 1.                 | 4                 | Alain Mahé            | Team Chardonnet          | 4                 |                   | =                 | 20                |
| 2.                 | 2                 | Björn Waldegård       | Ford Escort RS 1800      | 4                 | 8:13.44           | + 0.06            | 15                |
| 2.                 | 2                 | Hans Thorszelius      | Ford Motor Co Ltd.       | 3                 |                   | + 0.06            | 15                |
| 3.                 | 3                 | Markku Alén           | Fiat 131 Abarth          | 4                 | 8:17.47           | + 4.09            | 12                |
| 3.                 | 3                 | Ilkka Kivimäki        | Fiat Alitalia            | 3                 |                   | + 4.03            | 12                |
| 4.                 | 9                 | Jean-Claude Andruet   | Fiat 131 Abarth          | 4                 | 8:19.20           | + 5.42            | 10                |
| 4.                 | 9                 | Chantal Liénard       | Fiat France              | 3                 |                   | + 1.33            | 10                |
| 5.                 | 5                 | Hannu Mikkola         | Ford Escort RS 1800      | 4                 | 8:23.07           | + 9.29            | 8                 |
| 5.                 | 5                 | Arne Hertz            | Ford Motor Co Ltd.       | 3                 | 5.00              | + 3.47            | 8                 |
| 6.                 | 1                 | Jean-Pierre Nicolas   | Porsche Carrera RS       | 4                 | 8:26.37           | + 12.59           | 6                 |
| 6.                 | 1                 | Jean Todt             | Jean-Pierre Nicolas      | 4                 |                   | + 3.30            | 6                 |
| 7.                 | 12                | Michèle Mouton        | Fiat 131 Abarth          | 4                 | 8:34.44           | + 21.06           | 4                 |
| 7.                 | 12                | Françoise Conconi     | Fiat France              | 3                 |                   | + 8.07            | 4                 |
| 8.                 | 16                | Guy Fréquelin         | Renault 5 Alpine         | 2                 | 8:44.27           | + 30.49           | 3                 |
| 8.                 | 16                | Jacques Delaval       | Renault Elf Calberson    | 2                 |                   | + 9.43            | 3                 |
| 9.                 | 36                | Jacques Alméras       | Porsche Carrera RS       | 4                 | 8:49.52           | + 36.14           | 2                 |
| 9.                 | 36                | Michel Gelin          | Jacques Alméras          | 4                 |                   | + 5.25            | 2                 |
| 10.                | 17                | Ari Vatanen           | Ford Fiesta              | 2                 | 8:50.11           | + 36.33           | 1                 |
| 10.                | 17                | David Richards        | Rothmans Rally Team      | 2                 |                   | + 0.19            | 1                 |
| Niet aan de finish |                   |                       |                          |                   |                   |                   |                   |
|                    |                   |                       |                          |                   |                   |                   |                   |
| Pos.               | #                 | Rijder                | Auto                     | Gr.               | KP                | Reden             | Reden             |
| Pos.               | #                 | Navigator             | Inschrijving             | Cat.              | KP                | Reden             | Reden             |
| NF                 | 6                 | Fulvio Bacchelli      | Lancia Stratos HF        | 4                 | 25                | Ongeluk           | Ongeluk           |
| NF                 | 6                 | Bruno Scabini         | Publimmo Racing          | 4                 | 25                | Ongeluk           | Ongeluk           |
| NF                 | 7                 | Per Eklund            | Fiat Ritmo 75 Abarth     | 2                 | 25                | Motor             | Motor             |
| NF                 | 7                 | Hans Sylvan           | Fiat Alitalia            | 2                 | 25                | Motor             | Motor             |
| NF                 | 8                 | Tony Carello          | Ford Escort RS 1800      | 4                 | 29                | Verloor wiel      | Verloor wiel      |
| NF                 | 8                 | Renato Meiohas        | Tony Carello             | 3                 | 29                | Verloor wiel      | Verloor wiel      |
| NF                 | 10                | Anders Kulläng        | Opel Kadett GT/E         | 2                 | 1                 | Lekke banden      | Lekke banden      |
| NF                 | 10                | Bob de Jong           | Opel Dealer Team Holland | 3                 | 1                 | Lekke banden      | Lekke banden      |
| NF                 | 14                | Walter Röhrl          | Fiat 131 Abarth          | 4                 | 29                | Motor             | Motor             |
| NF                 | 14                | Christian Geistdörfer | Fiat Alitalia            | 3                 | 29                | Motor             | Motor             |
| NF                 | 19                | Jean-Luc Thérier      | Volkswagen Golf GTI      | 2                 | 20                | Gaspedaal         | Gaspedaal         |
| NF                 | 19                | Michel Vial           | Jean-Luc Thérier         | 2                 | 20                | Gaspedaal         | Gaspedaal         |
| NF                 | 20                | Attilio Bettega       | Fiat Ritmo 75 Abarth     | 2                 | 7                 | Motor             | Motor             |
| NF                 | 20                | Maurizio Perissinot   | Fiat Alitalia            | 2                 | 7                 | Motor             | Motor             |
| NF                 | 21                | Achim Warmbold        | Citroën CX 2500 Diesel   | D                 | 19                | Uitgesloten       | Uitgesloten       |
| NF                 | 21                | Philippe Alessandrini | Citroën Competitions     | D                 | 19                | Uitgesloten       | Uitgesloten       |
| NF                 | 28                | Bruno Saby            | Renault 5 Alpine         | 2                 |                   | Nokkenas          | Nokkenas          |
| NF                 | 28                | Michel Guegan         | Bruno Saby               | 2                 |                   | Nokkenas          | Nokkenas          |
| NF                 | 31                | Salvador Servià       | Fiat 131 Abarth          | 4                 |                   | Stuur             | Stuur             |
| NF                 | 31                | Alex Brustenga        | Salvador Servià          | 3                 |                   | Stuur             | Stuur             |

## Statistieken

#### Klassementsproeven
| Etappe | Etappe    | KP                                    | Starttijd                             | Naam                                  | Lengte                                | Winnaar                               | Tijd                                  | Gem. snelheid                         | Rally leider                          |
| ------ | --------- | ------------------------------------- | ------------------------------------- | ------------------------------------- | ------------------------------------- | ------------------------------------- | ------------------------------------- | ------------------------------------- | ------------------------------------- |
| 1      | 20-21 jan | Concentratie-rit naar Vals-les-Bains. | Concentratie-rit naar Vals-les-Bains. | Concentratie-rit naar Vals-les-Bains. | Concentratie-rit naar Vals-les-Bains. | Concentratie-rit naar Vals-les-Bains. | Concentratie-rit naar Vals-les-Bains. | Concentratie-rit naar Vals-les-Bains. | Concentratie-rit naar Vals-les-Bains. |
|        |           |                                       |                                       |                                       |                                       |                                       |                                       |                                       |                                       |
| 2      | 22 jan    | 1                                     | 3:32                                  | Burzet                                | 27,00 km                              | Hannu Mikkola                         | 20:55                                 | 77,45 km/u                            | Hannu Mikkola                         |
| 2      | 22 jan    | 2                                     | 4:42                                  | Le Cheylard                           | 31,00 km                              | Björn Waldegård                       | 22:41                                 | 82,00 km/u                            | Björn Waldegård                       |
| 2      | 22 jan    | 3                                     | 7:34                                  | Saint-Nazaire-le-Désert 1             | 23,00 km                              | Hannu Mikkola                         | 17:10                                 | 80,39 km/u                            | Björn Waldegård                       |
| 2      | 22 jan    | 4                                     | 9:24                                  | Les Savoyons                          | 16,00 km                              | Walter Röhrl                          | 14:29                                 | 66,28 km/u                            | Björn Waldegård                       |
| 2      | 22 jan    | 5                                     | 10:31                                 | Sisteron                              | 35,00 km                              | Hannu Mikkola                         | 29:41                                 | 70,75 km/u                            | Hannu Mikkola                         |
|        |           |                                       |                                       |                                       |                                       |                                       |                                       |                                       | Hannu Mikkola                         |
| 3      | 23 jan    | 6                                     | 9:09                                  | Peira - Cava                          | 18,00 km                              | Bernard Darniche                      | 15:13                                 | 70,97 km/u                            | Hannu Mikkola                         |
| 3      | 23 jan    | 7                                     | 11:00                                 | Pont des Miolans                      | 22,00 km                              | Bernard Darniche                      | 19:26                                 | 67,92 km/u                            | Hannu Mikkola                         |
| 3      | 23 jan    | 8                                     | 13:27                                 | La Planas                             | 35,00 km                              | Hannu Mikkola                         | 27:46                                 | 75,63 km/u                            | Hannu Mikkola                         |
| 3      | 23 jan    | 9                                     | 14:50                                 | Barcilonette                          | 16,00 km                              | Hannu Mikkola                         | 11:27                                 | 83,84 km/u                            | Hannu Mikkola                         |
| 3      | 23 jan    | 10                                    | 18:37                                 | Pont du Fosse                         | 21,00 km                              | Björn Waldegård                       | 14:19                                 | 88,01 km/u                            | Hannu Mikkola                         |
| 3      | 23 jan    | 11                                    | 20:56                                 | Circuit de Glace Serre-Chevalier      | 6,00 km                               | Markku Alén                           | 2:01                                  | 178,51 km/u                           | Hannu Mikkola                         |
| 3      | 23 jan    | 12                                    | 21:38                                 | Pont de l'Alp                         | 15,00 km                              | Markku Alén                           | 9:51                                  | 91,37 km/u                            | Björn Waldegård                       |
| 3      | 23 jan    | 13                                    | 23:06                                 | Saint-Barthélémy                      | 19,00 km                              | Klassementsproef geannuleerd          | Klassementsproef geannuleerd          | Klassementsproef geannuleerd          | Björn Waldegård                       |
| 3      | 24 jan    | 14                                    | 0:30                                  | Saint-Michel                          | 37,00 km                              | Hannu Mikkola                         | 27:21                                 | 81,17 km/u                            | Hannu Mikkola                         |
| 3      | 24 jan    | 15                                    | 2:57                                  | Saint-Jean-en-Royans                  | 38,00 km                              | Jean-Claude Andruet                   | 28:34                                 | 79,81 km/u                            | Hannu Mikkola                         |
| 3      | 24 jan    | 16                                    | 5:18                                  | Saint-Nazaire-le-Désert 2             | 23,00 km                              | Hannu Mikkola                         | 17:57                                 | 76,88 km/u                            | Hannu Mikkola                         |
| 3      | 24 jan    | 17                                    | 6:43                                  | Montauban                             | 20,00 km                              | Björn Waldegård Hannu Mikkola         | 14:50                                 | 80,90 km/u                            | Hannu Mikkola                         |
| 3      | 24 jan    | 18                                    | 11:08                                 | Col du Corobin                        | 16,00 km                              | Markku Alén                           | 12:42                                 | 75,59 km/u                            | Hannu Mikkola                         |
| 3      | 24 jan    | 19                                    | 12:30                                 | Roquesteron                           | 18,00 km                              | Walter Röhrl                          | 14:51                                 | 72,73 km/u                            | Björn Waldegård                       |
| 3      | 24 jan    | 20                                    | 14:30                                 | Loda 1                                | 10,00 km                              | Bernard Darniche                      | 9:02                                  | 66,42 km/u                            | Björn Waldegård                       |
|        |           |                                       |                                       |                                       |                                       |                                       |                                       |                                       | Björn Waldegård                       |
| 4      | 25 jan    | 21                                    | 18:34                                 | Col des Banquettes                    | 11,00 km                              | Bernard Darniche                      | 8:56                                  | 73,88 km/u                            | Björn Waldegård                       |
| 4      | 25 jan    | 22                                    | 19:54                                 | Moulinet - La Bollène 1               | 22,00 km                              | Bernard Darniche                      | 20:06                                 | 65,67 km/u                            | Björn Waldegård                       |
| 4      | 25 jan    | 23                                    | 21:17                                 | Saint-Sauveur 1                       | 21,00 km                              | Bernard Darniche                      | 16:58                                 | 74,26 km/u                            | Björn Waldegård                       |
| 4      | 25 jan    | 24                                    | 22:25                                 | Villars 1                             | 13,00 km                              | Bernard Darniche                      | 13:01                                 | 59,92 km/u                            | Björn Waldegård                       |
| 4      | 25 jan    | 25                                    | 23:31                                 | Loda 2                                | 10,00 km                              | Bernard Darniche                      | 9:19                                  | 64,40 km/u                            | Björn Waldegård                       |
| 4      | 26 jan    | 26                                    | 1:26                                  | Peille                                | 18,00 km                              | Bernard Darniche                      | 15:07                                 | 71,44 km/u                            | Björn Waldegård                       |
| 4      | 26 jan    | 27                                    | 2:46                                  | Moulinet - La Bollène 2               | 22,00 km                              | Bernard Darniche                      | 20:06                                 | 65,67 km/u                            | Björn Waldegård                       |
| 4      | 26 jan    | 28                                    | 4:09                                  | Saint-Sauveur 1                       | 21,00 km                              | Bernard Darniche                      | 16:21                                 | 77,06 km/u                            | Björn Waldegård                       |
| 4      | 26 jan    | 29                                    | 5:17                                  | Villars 2                             | 13,00 km                              | Bernard Darniche                      | 13:18                                 | 58,65 km/u                            | Björn Waldegård                       |
| 4      | 26 jan    | 30                                    | 6:25                                  | La Bollène - Moulinet                 | 22,00 km                              | Bernard Darniche                      | 19:50                                 | 66,55 km/u                            | Bernard Darniche                      |

#### KP overwinningen
| Rijder              | Aantal |
| ------------------- | ------ |
| Bernard Darniche    | 13     |
| Hannu Mikkola       | 8      |
| Markku Alén         | 3      |
| Björn Waldegård     | 3      |
| Walter Röhrl        | 2      |
| Jean-Claude Andruet | 1      |

## Kampioenschap standen

#### Rijders
| Pos. | Rijder              | Pnt. |
| ---- | ------------------- | ---- |
| 1    | Bernard Darniche    | 20   |
| 2    | Björn Waldegård     | 15   |
| 3    | Markku Alén         | 12   |
| 4    | Jean-Claude Andruet | 10   |
| 5    | Hannu Mikkola       | 8    |

#### Constructeurs
| Pos. | Constructeur          | Pnt. |
| ---- | --------------------- | ---- |
| 1    | Lancia S.p.A.         | 18   |
| 2    | Ford Motor Co Ltd.    | 16   |
| 3    | Fiat Alitalia         | 14   |
| 4    | Renault Elf Calberson | 11   |
| 5    | Porsche AG            | 8    |

- Noot: Enkel de top 5-posities worden in beide standen weergegeven.